# Reprezentacja Brazylii w koszykówce kobiet
Reprezentacja Brazylii w koszykówce kobiet narodowy zespół koszykarek Brazylii. Reprezentuje swój kraj w rozgrywkach międzynarodowych.
Obecnie trenerem reprezentacji jest Luiz Cláudio Tarallo. Brazylijki zdobyły dwa medale Igrzysk Olimpijskich (srebro w 1996 oraz brąz w 2000). W 1996 r. reprezentantki Brazylii zostały mistrzyniami Świata.

## Sukcesy
- Igrzyska Olimpijskie:
  -  1996
  -  2000

- Mistrzostwa Świata:
  -  1994
  -  1971

- Mistrzostwa Ameryki Południowej:
  -  1997, 2001, 2003, 2009, 2011
  -  1989, 1993, 1999, 2005
  -  2007